# Hydroporus georgicus
Hydroporus georgicus är en skalbaggsart som beskrevs av Bilyashiwski 2004. Hydroporus georgicus ingår i släktet Hydroporus och familjen dykare. Inga underarter finns listade i Catalogue of Life.